# Mohamed Salem Ould Béchir
Mohamed Salem Ould Béchir (arabisch محمد سالم ولد البشير, DMG Muḥammad Sālim walad al-Bašīr; * 17. Dezember 1962 in Ayoûn el-Atroûs, Mauretanien) ist ein mauretanischer Politiker, der nach dem Rücktritt seines Vorgängers Yahya Ould Hademine und seiner Regierung von Ende Oktober 2018 bis zum 5. August 2019 neun Monate lang Premierminister von Mauretanien war. Ould Béchir ist Mitglied der mauretanischen Partei Union pour la République (UPR).

## Leben
Ould Béchir studierte Robotik in Grenoble und Compiègne (Frankreich). Er begann seine Karriere bei der Nationalen Gesellschaft für Wasser und Elektrizität (Sonelec) im September 1986. Von Mai 2007 bis September 2009 war er Generalsekretär verschiedener Ministerien, bis er zum Generaldirektor von Sanelec ernannt wurde.
Im September 2013 trat er zurück, um als Minister für Wasser und Hygiene der Regierung beizutreten. Im Januar 2015 wurde er zum Minister für Erdöl, Energie und Bergbau ernannt, eine Position, die er bis 2016 innehatte, als er zum Direktor der Nationalen Gesellschaft für Bergbau und Industrie ernannt wurde.
Nach dem Rücktritt von Yahya Ould Hademine wurde er am 30. Oktober 2018 zum Premierminister ernannt, einige Wochen nach dem Sieg der Regierungspartei, der Partei der Union für die Republik, bei den Parlamentswahlen im September des selbigen Jahres. Am 5. August 2019 wurde er durch seinen Parteifreund Ismail Ould Bedde Ould Cheikh Sidiya ersetzt.
Im Rahmen der Ermittlungen gegen den früheren Staatspräsidenten Mohamed Ould Abdel Aziz und zwölf weitere Personen wegen Korruption, Geldwäsche und Bereicherung wurde seit März 2021 auch gegen Mohamed Salem Ould Béchir ermittelt. Im Mai 2022 hat das Zentrum für Korruptionsbekämpfung der Generalstaatsanwaltschaft Nouakchott Ouest die Überstellung des betroffenen Personenkreises an die zuständige Gerichtsbarkeit beantragt. Der Generalstaatsanwalt beantragte eine zehnjährige Freiheitsstrafe gegen Yahya Ould Hademine und seinen Nachfolger im Amt, Mohamed Salem Ould Béchir.